# Кирога, Антонио
Анто́нио Киро́га (исп. Antonio Quiroga; 1784, Бетансос — 1841, Мадрид) — испанский генерал и политический деятель.

## Биография
Участвовал в национальной войне против Наполеона; в 1815 году пытался установить конституционное правление в Испании, за что был арестован.
Получив свободу в 1819 году принял участие в мятежных планах графа Абосбаля, коменданта города Кадиса, и вторично был подвергнут заключению, из которого освобождён только в 1820 году Риего, провозгласившим конституцию 1812 года.
Кирога был избран депутатом от Галисии в кортесы (1821), а затем наместником этой провинции. Представлял леволиберальную партию эксальтадос. В 1822 году участие в одной дуэли заставило Кирогу выйти в отставку, но в следующем году, во время нашествия французской армии, Кирога был назначен генералом дивизии, действовавшей в Корунье, и оставался на этом посту, пока не убедился в полной невозможности отстоять дело либералов, после чего удалился в Англию, а затем и в Южную Америку.
Амнистия, изданная от имени малолетней Изабеллы II в 1833 году, позволила Кироге вернуться в отечество.
Кирога был героем либералов 1810—1820-х годов и кумиром декабристов; он упоминается в послании Пушкина «П. С. Пущину».